# Beccariophoenix
Beccariophoenix é um género botânico pertencente à família Arecaceae.

## Espécies
- Beccariophoenix madagascariensis